# Trilogía USA
La Trilogía USA (título original en inglés, U.S.A. Trilogy) es una obra principal del escritor estadounidense John Dos Passos, que comprende las novelas El paralelo 42 (The 42nd Parallel, 1930), en la que traza la biografía del magnate Minor Keith, 1919 (1932) y El gran dinero (The Big Money, 1936). Los tres libros se publicaron la primera vez juntos en un solo volumen titulado U.S.A por Harcourt Brace en enero de 1938. Dos Passos había añadido un prólogo con el título "U.S.A." a la edición de la Modern Library de El paralelo 42 publicada el noviembre anterior, y las mismas láminas se usaron por Harcourt Brace para la trilogía. Houghton Mifflin lanzó dos conjuntos de tres volúmenes en 1946 con guardas de color e ilustraciones de Reginald Marsh.
La primera edición ilustrada se vio limitada a 365 copias, 350 firmadas tanto con Dos Passos y Marsh, en una encuadernación de lujo con etiquetas de cuero y bordes biselados. La encuadernación para la versión de 1946 fue bocací y letras rojas en la espina y la denominación de la trilogía "U.S.A." impresa en rojo sobre un rectángulo azul tanto en la espina como en la portada. Esta edición ilustrada fue reeditada en diversas encuadernaciones hasta la edición de la Library of America que apareció en 1996, 100 años tras el nacimiento de Dos Passos.
La trilogía emplea una técnica experimental, incorporando cuatro modos narrativos: narrativas de ficción contando las historias vitales de doce personajes; conjunto de recortes de periódico y letras de canciones tituladas "Newsreel"; biografías breves individualmente etiquetadas de figuras públicas de la época como Woodrow Wilson y Henry Ford y fragmentos de corriente de consciencia autobiográfica titulada "Ojo de la cámara". La trilogía abarca el desarrollo histórico de la sociedad estadounidense durante las primeras tres décadas del siglo XX.
En 1998, la Modern Library incluyó la Trilogía USA en el puesto 23.º de su lista de las 100 mejores novelas en inglés del siglo XX.

## Los cuatro modos narrativos
- En las secciones de narrativa de ficción, la trilogía USA cuenta las vidas de doce personajes conforme ellos luchan por encontrar un lugar en la sociedad estadounidense durante la primera parte de los años veinte. Cada personaje es presentado al lector desde su infancia y en estilo indirecto libre. Aunque sus vidas están separadas, los personajes se encuentran ocasionalmente. Algunos personajes menores cuyo punto de vista nunca se ofrece aparecen en el fondo, formando una especie de puente entre los personajes.

- Las secciones del "Ojo de la cámara" están escritas en "corriente de consciencia" y son un Künstlerroman autobiográfica de Dos Passos, recorriendo el desarrollo del autor desde niño a un escritor políticamente comprometido. Ojo de la cámara 50 sin duda contiene la línea más famosa de la trilogía, cuando Dos Passos afirma tras la ejecución de Sacco y Vanzetti: "de acuerdo, somos dos naciones."

- La "Newsreels" está formado por fragmentos titulares de portadas y de artículos del Chicago Tribune para El paralelo 42, el New York World para 1919 y El gran dinero, así como las letras de canciones populares. Newsreel 66, que precede a Ojo de la cámara 50, anunciando el veredicto de Sacco y Vanzetti,, contiene la letra de "La internacional".

- Las biografías son relatos sobre figuras históricas. La biografía más incluida en las antologías es la de "El cuerpo de un estadounidense", que cuenta la historia de un soldado desconocido que fue muerto en la Primera Guerra Mundial que pone fin a 1919.

La separación entre estos modos narrativos son más estilísticas que temáticas. Algunos críticos han señalado conexiones entre el personaje ficticio de Mary French en El gran dinero y la periodista Mary Heaton Vorse, poniendo en cuestión la estricta separación entre los personajes ficticios y las biografías. Citas coherentes de artículos periodísticos aparecen a menudo entretejidos en las biografías, poniendo en cuestión la estricta separación entre ellos y las secciones "Newsreel".
El estilo narrativo fragmentario de la trilogía posteriormente influyó en la obra del novelista británico de ciencia ficción John Brunner.
Personajes:
- Mac (Fainy McCreary) - Un impresor errante, periodista y defensor del hombre trabajador
- Janey Williams - Una joven estenógrafa de Washington D. C. (ayudante de Moorehouse)
- Eleanor Stoddard - Trabaja en una tienda de encajes de Chicago
- J. Ward Moorehouse - Un hombre de marketing
- Charley Anderson - Un mecánico
- Eveline Hutchins - Artista y decoradora de interiores
- Mary Fench - Periodista y activista obrero
- Margo Dowling - Actriz/animadora
- Joe Williams - Un marinero, hermano de Janey Williams

La perspectiva de Dos Passos a través del libro es básicamente que está presentando situaciones cotidianas de los personajes antes, durante y después de la Primera Guerra Mundial. Explora sus dificultades cuando intentan lograr una vida estable para ellos mismos, al mismo tiempo que establecerse de alguna forma.